# The Tale of the Pie and the Patty-Pan
The Tale of the Pie and the Patty-Pan é um livro infantil britânico escrito e ilustrado por Beatrix Potter, e editado pela Frederick Warne & Co publicado em Outubro de 1905. O livro conta a história de uma gara chamada Ribby e de um chá que ela serve a uma cadela chamada Duchess. Os problemas surgem quando Duchess tenta substituir a empada de rato de Ribby por uma de vitela e presunto, e afirma ter engolido um tipo de bolinho de abóbora. O tema base do conto tem a ver com as boas maneiras e as relações sociais em pequenas localidades.
Em 1903, Beatrix já tinha escrito uma primeira versão deste conto, mas colocou-o de lado para seguir outros trabalhos. Em 1904, a escritora não conseguiu completar um livro de rimas infantis para a editora, e assim esta história foi aceite em seu lugar. Beatrix acabou por se dedicar e aprofundar mais este conto antes de o publicar. As ilustrações mostram a casa e os jardins de Sawrey, uma aldeia no Lake District, perto da quinta de Beatrix em Hill Top, e tem sido descritas como umas das melhores da autora. Ribby foi inspirada num gato que vivia em Sawrey, e a Duchess em dois cães de raça sptiz que pertenciam a uma vizinha de Beatrix, a Sra. Rogerson.
A história foi publicada num livro de formato de maior dimensão que os livros anteriores, mas foi reduzido na década de 1930 para ficar no mesmo padrão que os outros da série do Coelho Pedro. O seu título final foi definido naquela altura. Beatrix disse que esta história era uma das suas preferidas juntamente com The Tailor of Gloucester. A Beswick Pottery produziu figuras de porcelana do conto na segunda metade do século XX, e a Schmid & Co. lançou uma caixa de música nos anos 1980.